# 1781 Van Biesbroeck
1781 Van Biesbroeck este un asteroid din centura principală, descoperit pe 17 octombrie 1906, de August Kopff.